# کونیگزگ سی‌سی‌ایکس‌آر
کوئینزیگ سی‌سی‌ایکس‌آر (Koenigsegg CCXR) خودرویی است که از سال ۲۰۰۸–۲۰۱۰ تولید شده‌است. 

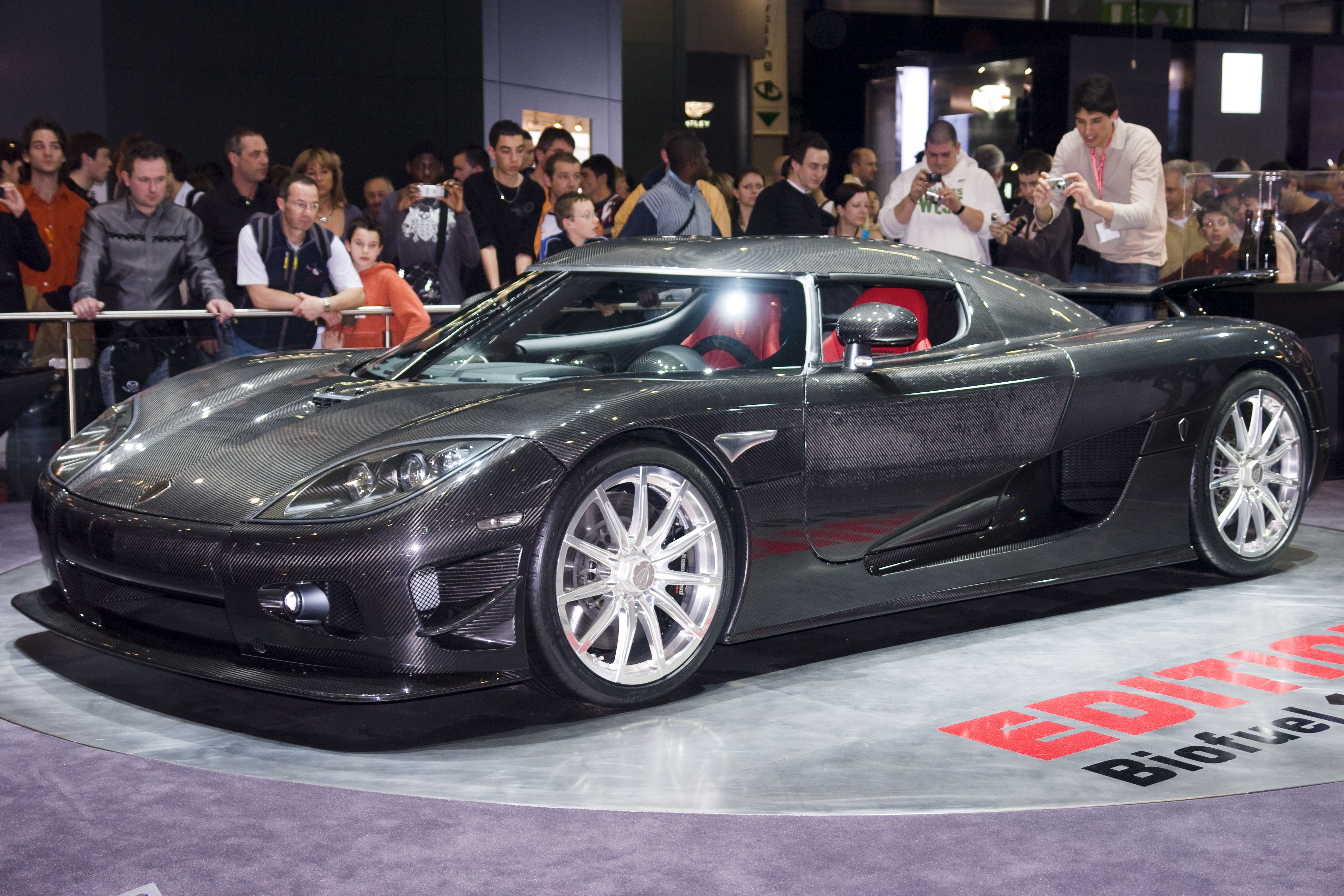

این خودرو در کلاس خودروی سوپر اسپورت قرار گرفته و طراحی آن خودروهای موتور وسط عقب-محور عقب بوده‌است. سیستم جعبه‌دندهٔ آن ۶ دنده به صورت دستی است. 